# Anisodes pallescens
Anisodes pallescens är en fjärilsart som beskrevs av Louis Beethoven Prout 1936. Anisodes pallescens ingår i släktet Anisodes och familjen mätare. Inga underarter finns listade i Catalogue of Life.